# Jerrys Plains
Jerrys Plains är en ort i Australien. Den ligger i kommunen Singleton och delstaten New South Wales, i den sydöstra delen av landet, omkring 150 kilometer norr om delstatshuvudstaden Sydney. Antalet invånare är 560.
Runt Jerrys Plains är det mycket glesbefolkat, med 4 invånare per kvadratkilometer.. Jerrys Plains är det största samhället i trakten.
I omgivningarna runt Jerrys Plains växer huvudsakligen savannskog. Genomsnittlig årsnederbörd är 1 010 millimeter. Den regnigaste månaden är februari, med i genomsnitt 193 mm nederbörd, och den torraste är oktober, med 27 mm nederbörd.